# Janville-en-Beauce
Janville-en-Beauce é uma comuna francesa na região administrativa do Centro-Vale do Loire, no departamento de Eure-et-Loir. Estende-se por uma área de 42.32 km². Em 2010 a comuna tinha 2 621 habitantes (densidade: 61,9 hab./km²).
Foi criada em 1 de janeiro de 2019, a partir da fusão das antigas comunas de Janville (sede da comuna), Allaines-Mervilliers e Le Puiset.